# Тасос (град)
Тасос или Лименас Тасу (на гръцки: Θάσος, Λιμένας Θάσου, катаревуса: Λιμήν Θάσου, в превод пристанище на Тасос) е главният град на остров Тасос в Северна Гърция и център на дем Тасос в област Източна Македония и Тракия.

## География
Селището е разположено на североизточния бряг на острова, приблизително на около 31 километра (17 мили) южно от град Кавала. Редовни фериботни линии свързват град Тасос с Кавала и селището Керамоти.

## История
Днешният град Тасос е непосредствено издигнат до някогашния античен град, разположен западно до днешния град. 
На австро-унгарската военна карта е отбелязано като Skala Panajia (Liman), а старият град като Paleopolis-Thaso (Eski Kale).
До пристанището е големият и живописен бивш метох, наричан Калогерикὸ (на гръцки: Καλογερικό), на манастира Ватопед от Света гора, великолепна постройка, издигната от монасите в XIX век, днес културен център.
В 20-те години в града са заселени гърци бежанци. В 1928 година Лименас е местно-бежанско селище с 99 семейства бежанци с 446 души.
В годините на Втората световна война (1941 – 1944) островът заедно с днешните Източна Македония и част от Западна Тракия са окупирани от България. Използвано е името Боровец. В града е изградена българска корабостроителница, в доковете на която са строени граждански и военни кораби за Българския беломорски флот. Казармите на българската пехотна дружина от гарнизона в Кавала, макар необитаеми сега, могат да се видят тук в югозападния край на острова.
Сега градът, плажовете и красивата планина, покрита със средиземноморски борови гори, са притегателна дестинация за българските туристи и бизнес, а немалка част не само от обслужващия, но и от мениджърския персонал говорят български или са българи; други българи от години са се установили семейно на острова или закупуват имоти тук.
| Година    | 1913 | 1920 | 1928 | 1940 | 1951 | 1961 | 1971 | 1981 | 1991 | 2001 | 2011 | 2021 |
| --------- | ---- | ---- | ---- | ---- | ---- | ---- | ---- | ---- | ---- | ---- | ---- | ---- |
| Население | 1886 | 1151 | 1215 | 1493 | 1749 | 1875 | 2052 | 2300 | 2600 | 3130 | 3234 | 3331 |

## Забележителности
В 1962 година развалините на античния град са обявени за паметник на културата.

### Акропол
Намира се в горната част на първия хълм на височина от 137 метра над древната Агора. Построена е от първите обитатели и в различни периоди е ремонтирана и укрепвана. Била е подсилена с мраморни стени и е последната защита в случай на нападение.
На втория връх се намира древният храм на Атина, датиращ от началото на V век пр. Хр.
На третия връх се намира светилището на Пан.

### Агора
Строителството ѝ започва през VІ век пр. Хр., но сградите в нея са предимно от периода IV–II век преди новата ера. Агората е представлявала правоъгълен площад, заобиколен от колони. Това е търговският, политически и религиозен център на острова. До него се е достигало през три врати. Пространството е включвало сгради с най-различно предназначение – храмове, паметници и статуи.
В северната ѝ част са били разположени административни сгради. През І век сл. Хр. павирана улица свързва входа на Агората с пристанището. Многократно е разрушавана от чужди нашественици и е възстановявана. През V век с материали от Агората е построена християнска базилика.
Агората на античния Тасос е открита по време на френски археологически разкопки през 1911 г. и в периода 1948 – 1955 г. Намерени са множество статуи, скулптури и надписи с голяма стойност, повечето от които днес са изложени в Лувъра в Париж.

### Амфитеатър
Амфитеатърът на Тасос е разположен в естествена вдлъбнатина в района на Акропола с панорамен изглед към пристанището на града. Постростроен е в началото на III век пр. Хр. Сцената е изградена с мраморна фасада, а театърът е посветен на бог Дионисий. През I век е използван за гладиаторски състезания, заради което оркеструма се трансформира в арена и са поставени затворени врати. Тогава е ремонтиран, а на зрителските места са гравирани имената на видни посетители. Събирал е около 2000 зрители.
Първите разкопки са направени от френски археолози през 1921 г. и са открити залата, оркеструма, алеите и част от сцената.
От 2015 г. амфитеатърът е затворен и се извършва неговата реставрация и консервация.

### Калогерико
Историческа сграда, изпъкваща между другите сгради до древното пристанище на Тасос. Построена е в края на ХІХ век и днес в нея се организират различни изложби на гръцки и чуждестранни представители на изкуството.

## Личности
Родени в Тасос
- Димитриос Хараламбидис (на гръцки: Δημήτριος Χαραλαμπίδης), гръцки андартски деец, агент от втори ред[11]